# Sivrihisar (1907)
Sivrihisar – turecki torpedowiec z początku XX wieku, jedna z czterech zbudowanych we Francji jednostek typu Demirhisar. Okręt został zwodowany w 1907 roku w stoczni Schneider & Cie w Chalon-sur-Saône i w tym samym roku wcielono go w skład marynarki Imperium Osmańskiego. Torpedowiec wziął udział w I wojnie bałkańskiej i I wojnie światowej, a po remoncie w latach 20. służył pod banderą Republiki Turcji do 1928 roku. Okręt został złomowany w 1935 roku.

## Projekt i budowa
Kontrakt na budowę czterech torpedowców typu Demirhisar (a także czterech niszczycieli typu Samsun) podpisano 22 stycznia 1906 roku. Okręty zostały ostatecznie zamówione przez Turcję we Francji 25 października 1906 roku. Jednostki były identyczne z budowanymi dla Marine nationale torpedowcami typu 38-metrowego Nr 309–311 i 353–358.
„Sivrihisar” zbudowany został w stoczni Schneider & Cie w Chalon-sur-Saône. Stępkę okrętu położono w 1906 roku, a zwodowany został w 1907 roku . Nazwa okrętu pochodziła od starego osmańskiego zamku.

## Dane taktyczno-techniczne
Okręt był torpedowcem z kadłubem wykonanym ze stali. Długość całkowita wynosiła 40,2 metra (38 metrów między pionami), szerokość 4,4 metra i zanurzenie 1,9 metra . Wyporność normalna wynosiła 97–97,5 tony, a pełna 101 ton . Jednostka napędzana była przez pionową trzycylindrową maszynę parową potrójnego rozprężania Schneider & Cie o mocy 2200 KM, do której parę dostarczały dwa kotły wodnorurkowe du Temple . Prędkość maksymalna napędzanego jedną śrubą okrętu wynosiła 26 węzłów. Zapas węgla wynosił 11,2 tony.
Na uzbrojenie artyleryjskie jednostki składały się dwa pojedyncze działka kalibru 37 mm Hotchkiss QF L/20 z zapasem 200 nabojów . Broń torpedową stanowiły trzy wyrzutnie kalibru 450 mm: jedna stała na dziobie i zamontowany na pokładzie podwójny obracalny aparat torpedowy, z łącznym zapasem pięciu torped .
Załoga okrętu składała się z 3 oficerów i od 17 do 20 podoficerów i marynarzy .

## Służba
„Sivrihisar” został wcielony w skład marynarki wojennej Imperium Osmańskiego w 1907 roku w Stambule . Podczas I wojny bałkańskiej, 16 grudnia 1912 roku „Sivrihisar” wziął udział w bitwie zespołu tureckiego (składającego się oprócz niego z pancerników „Barbaros Hayreddin”, „Turgut Reis”, „Asar-i Tevfik” i „Mesudiye”, krążownika „Mecidiye”, niszczyciela „Samsun” oraz torpedowca „Akhisar”) z flotą grecką w składzie: krążownik „Jeorjos Awerof” oraz okręty pancerne „Hydra”, „Spetsai” i „Psara” koło przylądka Elli.
W momencie wybuchu I wojny światowej torpedowiec był już mocno wyeksploatowany i zdolny był do osiągnięcia prędkości zaledwie 16 węzłów . Załogę „Sivrihisara” stanowiło wówczas 4 Niemców i 32 Turków. Według stanu na 27 października 1914 roku „Sivrihisar” wchodził w skład 2. Dywizjonu Torpedowców (wraz z siostrzanymi jednostkami „Demirhisar”, „Sultanhisar” i „Hamidabad”), a jego dowódcą był Mehmet Sabri. Przez większą część wojny okręty typu Demirhisar wykorzystywane były głównie do zwalczania okrętów podwodnych. 7 sierpnia 1915 roku na wieść o brytyjskim desancie w zatoce Suvla w eskorcie „Sivrihisara” i zmobilizowanego parowca „Mahmut Sevket Pasa” w morze wyszedł pancernik „Barbaros Hayreddin”, jednak o świcie następnego dnia został storpedowany i zatopiony przez brytyjski okręt podwodny HMS E11; torpedowiec wraz z niszczycielem „Basra” wziął następnie udział w akcji ratunkowej załogi pancernika, przyjmując na swe pokłady łącznie 51 oficerów i 237 marynarzy. Cztery dni później „Sivrihisar” wykonał atak torpedowy na HMS E11, który uniknął trafienia wykonując alarmowe zanurzenie. 17 września, działając w niesprzyjających warunkach atmosferycznych u europejskich wybrzeży Morza Marmara, torpedowiec stoczył nierozstrzygnięty pojedynek artyleryjski z brytyjskim okrętem podwodnym HMS E12, oddając kilka salw z odległości 2500 metrów.
W październiku 1918 roku okręt odstawiono do rezerwy. W 1924 roku jednostka podjęła czynną służbę w nowo powstałej marynarce wojennej Republiki Turcji. Okręt wycofano ze składu floty w 1928 roku i złomowano w 1935 roku .